# Cyclone (película)
Cyclone (en España: Cyclone, al filo de la muerte) es una película estadounidense de 1987, de ciencia ficción y acción, dirigida por Fred Olen Ray y protagonizada por Heather Thomas, Jeffrey Combs, Martine Beswick y Martin Landau.

## Sinopsis
Rick ha desarrollado prototipo de motocicleta definitivo. Está valorada en cinco millones de dólares y equipada con armas de última generación. La principal preocupación de Rick es que su invección letal no caiga en las manos equivocadas y por ello la esconde en casa de su novia Teri.

## Reparto
| Actor           | Personaje      |
| --------------- | -------------- |
| Heather Thomas  | Teri Marshall  |
| Jeffrey Combs   | Rick Davenport |
| Dar Robinson    | Rolf           |
| Martine Beswick | Waters         |
| Martin Landau   | Basarian       |
| Huntz Hall      | Long John      |
| Troy Donahue    | Bob Jenkins    |